# ظلام من الغرب (كتاب)
ظلام من الغرب هو كتاب لمحمد الغزالي. يقع الكتاب في 256 صفحة.

## فهرس الكتاب
- مقدمة [1]
- منابع الإثم
- بين العقل والعاطفة
- مع الفكر المؤمن
- قانون العلية
- عروبة و إسلام
- مؤتمر الخريجين قبل أن تشترك فيه مصر
- دسائس الاستعمار الغربي منذ قرن
- عدالة العصر
- تيارات متدافعة
- الغزو الثقافي
- في ميدان التشريع
- جاهلية حديثة
- رءوس حافية
- تطور إلى الوراء
- تدليس كريه
- كيف تصان الأخلاق
- في الحياة
- الأمم بين النماء و الفناء
- ذكريات صائم
- نحو وحدة إسلامية كريمة
- ثقافتنا أين نتجه بها!
- أسس صالحة لتوحيد الثقافة
- الإسلام و المدنية الحديثة
- خاتمة

## هوامش
1. 1 2  📖 ❞ كتاب ظلام من الغرب ❝ ⏤ أبو حامد الغزالى 📖. مؤرشف من الأصل في 2021-02-10.